# Geaderde rog
De geaderde rog (Beringraja pulchra) is een vissensoort uit de familie van de Rajidae. De wetenschappelijke naam van de soort is voor het eerst geldig gepubliceerd in 1932 door Liu.